# Embidobia gryontoides
Embidobia gryontoides är en stekelart som först beskrevs av Hermann Priesner 1951.  Embidobia gryontoides ingår i släktet Embidobia och familjen Scelionidae. Inga underarter finns listade i Catalogue of Life.